# Kąpielisko Fabryczne w Żyrardowie
Kąpielisko Fabryczne w Żyrardowie – zakład kąpielowy połączony z pralnią istniejący dawniej w Żyrardowie w specjalnie do tego celu zbudowanym kompleksie budynków mieszczącym się w pobliżu przędzalni Wanda w obrębie Centrali Zakładów Lniarskich, na terenie ograniczonym od północy obecną ul. B. Limanowskiego, od zachodu przejazdem do dawnych zakładów Stella, z pozostałych stron przylegającym bezpośrednio do XIX-wiecznych zabudowań fabryki Towarzystwa Akcyjnego Zakładów Żyrardowskich.
Kompleks łazienny wzniesiono tak jak resztę zabudowań fabrycznych z czerwonej nieotynkowanej cegły, w tzw. stylu Ziegelrohbau, typowym dla budownictwa przemysłowego i koszarowego w Europie Środkowej 2 połowy XIX wieku; kompleks jest zdecydowanie niższy niż otaczające go przędzalnie (korpus główny jednokondygnacjowy z dwoma niskimi wieżyczkami wobec 4–5 kondygnacji w przypadku przędzalń) i powstał na terenie początkowo mocno zabagnionym z powodu sąsiedztwa głównego koryta Pisi Gągoliny, na obrzeżu zwartego zespołu zabudowy industrialnej w miejscu gdzie ten ostatni przylegał do obszaru prywatnej zabudowy czynszowej (po drugiej stronie Pisi Gągoliny), jak również do strefy reprezentacyjnej (granica biegnie ul. B. Limanowskiego, jednakże część obiektów reprezentacyjnych i gmachów użyteczności publicznej znajduje się po południowej, fabrycznej stronie ulicy) i do części mieszkalnych budynków fabrycznych.
Kompleks rozpoczął działalność na początku lat 80. XIX wieku i funkcjonował przez ponad 100 lat; na przełomie XX i XXI wieku nieużywane już budynki zostały poddane gruntownej renowacji i rewitalizacji wiążącej się ze zmianą funkcji na pomieszczenia m.in. gabinetów lekarskich i apteki.
Do 1914 80% kosztów działania zakładu (kąpieliska i połączonej z nim pralni) pokrywał Zarząd Towarzystwa Akcyjnego Zakładów Żyrardowskich, pozostałe 20% pochodziło z opłat za korzystanie z instalacji; w pralni płacono za godzinę korzystania z instalacji (3 kopiejki za godzinę), zaś w łaźni za pojedynczą kąpiel; robotnicy płacili 10 kopiejek za kąpiel, co było bardzo wysoką ceną zważywszy na ówczesne zarobki tej grupy społecznej, urzędnicy płacili za korzystanie 20 rubli od kąpieli; wysokie koszty są podawane jako jeden z powodów, dla których wśród szeregowych robotników korzystanie z kompleksu nie było zbyt popularne, co znajduje odzwierciedlenie w statystyce: przeciętny robotnik brał kąpiel w zakładzie kąpielowym średnio tylko 2–4 razy do roku, zaś z pralni korzystał około dwa razy do roku; zdaniem K. Zwolińskiego realny rozkład usług na korzystających według ich apertenencji klasowej mógł wyrażać się mniejszą częstotliwością korzystania z poszczególnych usług  przez robotników, tym bardziej, że jak już wspomniano usługi zakładu ze względu na wysokie ceny były w niewielkim stopniu osiągalne dla szeregowych robotników z jednej strony, z drugiej zaś nie należy pomijać faktu, że z usług zakładu kąpielowego korzystali zapewne także urzędnicy fabryczni (w liczbie 300 w całej fabryce), między innymi ze względu na znacznie wyższe dochody, niż w przypadku robotników; należy zaznaczyć, że poza wyższą kadrą urzędniczą i zarządem fabryki tylko stosunkowo nieliczni mieszkańcy osady fabrycznej mogli sobie pozwolić na zamieszkiwanie w lokalach o wysokim standardzie sanitarnym, gdyż ani budownictwo fabryczne, ani prywatne domy czynszowe poza najbardziej wystawnymi takimi jak dom Martynowa nie były wyposażone w odpowiednie instalacje (budynki dla robotników początkowo nie posiadały praktycznie żadnych mediów, latryny mieściły się w osobnych pawilonach na podwórzach, zaś większość prywatnych kamienic włącznie z tymi zbudowanymi w latach 1910–1914 nie posiadała instalacji wodociągowej do lat 50. XX wieku.
W latach 1893–1914 liczba kąpieli wahała się od 19 104 (1896–1897) do 44 927 (1909–1910), oscylując przeciętnie wokół wartości 30 000; liczba usług pralniczych podlegała mniejszym wahaniom i wynosiła średnio 23 000–25 000 na rok; jedyny bardziej znaczący spadek w tym okresie nastąpił w związku z wydarzeniami Rewolucji 1905 roku, kiedy to liczba usług spadła do 15 000.